# Dahejia
Dahejia är en köping i nordvästra Kina. Den ligger i det autonoma häradet Jishishan för bonan-, dongxiang- och salar-folken  i prefekturen Linxia i provinsen Gansu,  omkring 96 kilometer väster om provinshuvudstaden Lanzhou. Antalet invånare är 27 955. Befolkningen består av 13 962 kvinnor och 13 993 män. Barn under 15 år utgör 25,0 %, vuxna 15-64 år 66 %, och äldre över 65 år 7,0 %.